# Conioselinum scopulorum
Conioselinum scopulorum là một loài thực vật có hoa trong họ Hoa tán. Loài này được (A.Gray) J.M.Coult. & Rose mô tả khoa học đầu tiên năm 1900.

## Hình ảnh

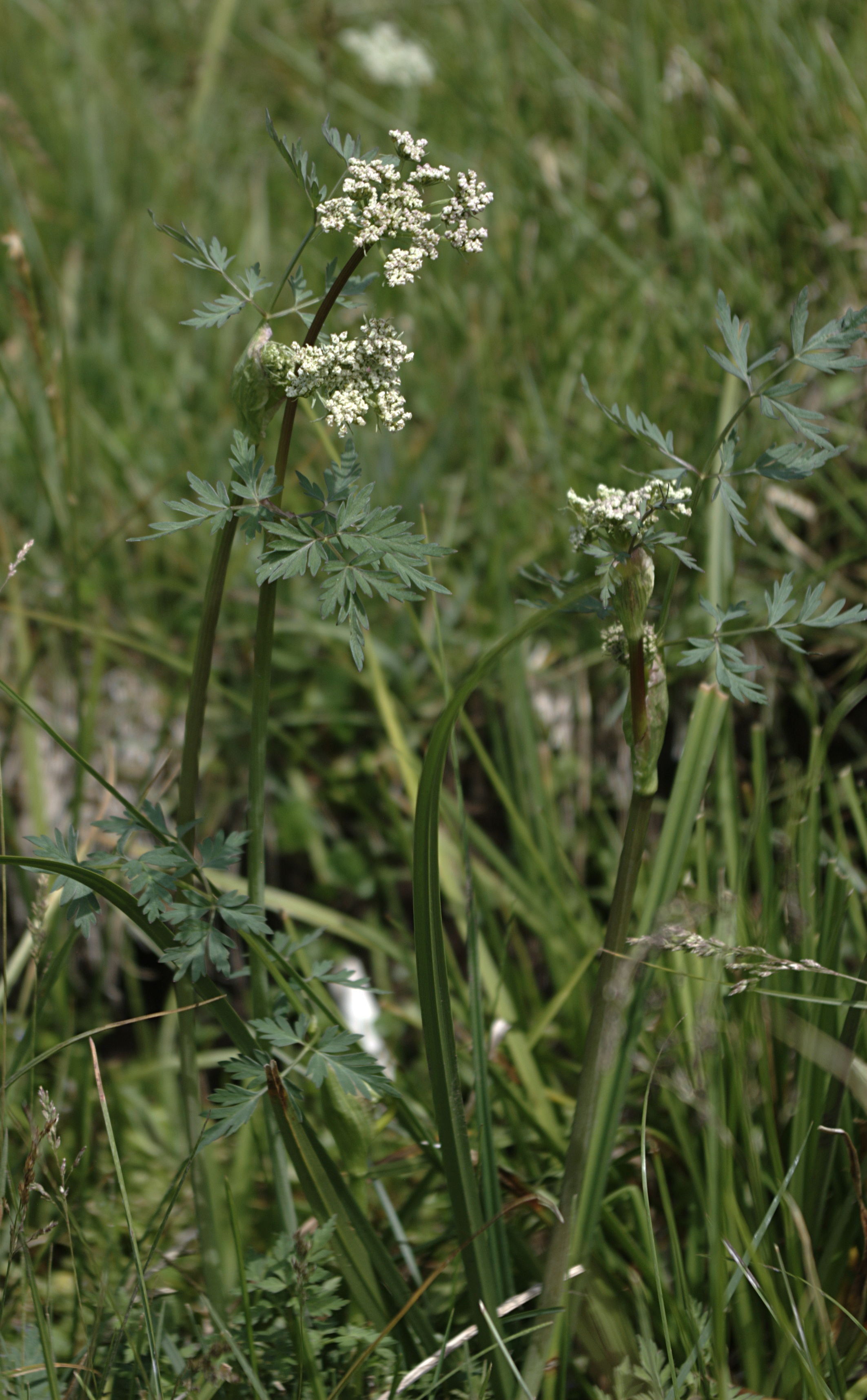
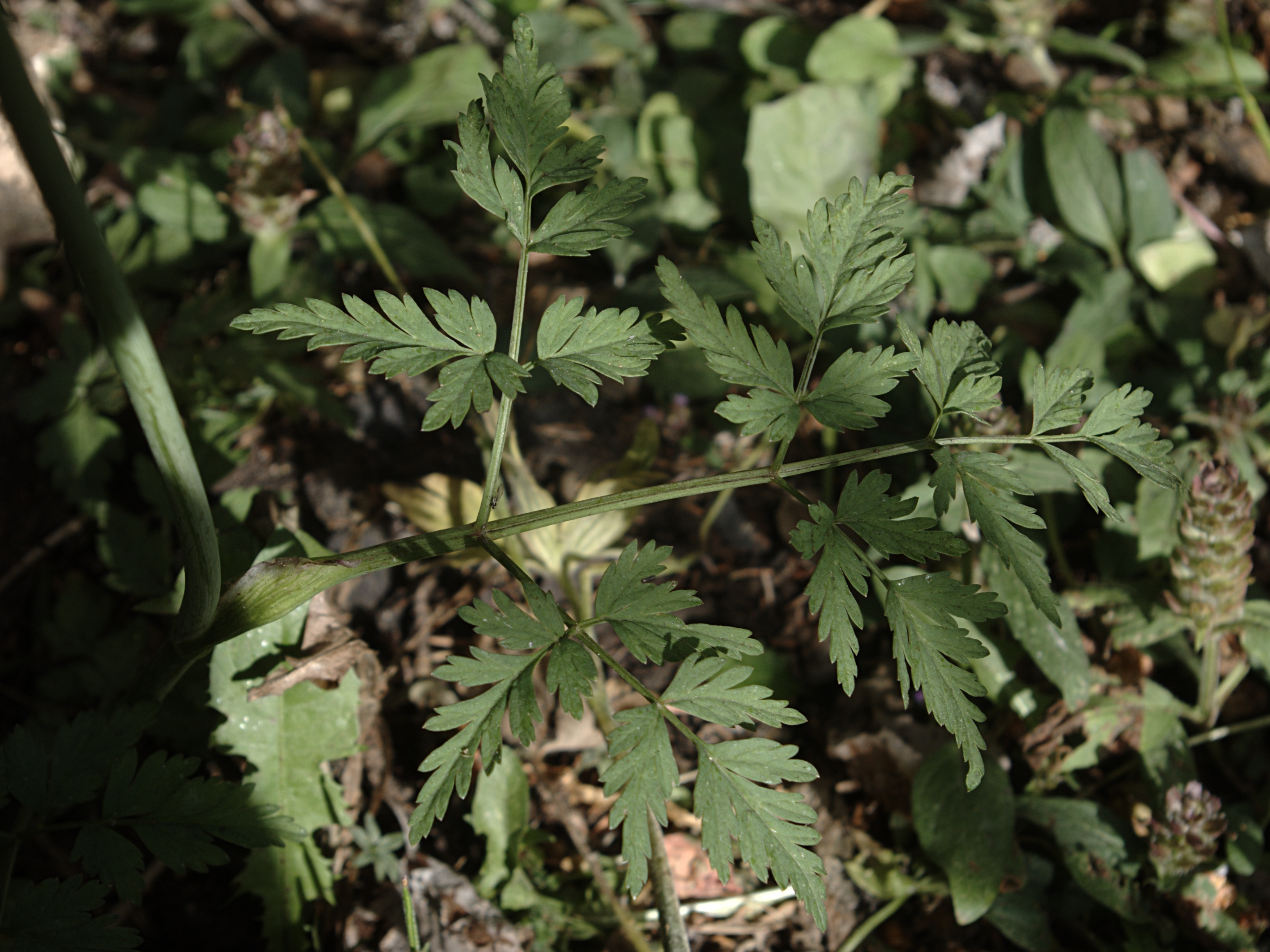